# Josephus Daniels
Josephus Daniels (18 de maio de 1862 – 15 de janeiro de 1948) foi um diplomata e editor de jornal americano, atuante desde a década de 1880 até sua morte. Durante décadas, ele administrou o jornal The News & Observer em Raleigh, na época o de maior circulação na Carolina do Norte. Um membro do Partido Democrata, foi nomeado pelo presidente Woodrow Wilson para servir como Secretário da Marinha durante a Primeira Guerra Mundial. Tornou-se amigo próximo e apoiador de Franklin D. Roosevelt, então Secretário Assistente da Marinha. Após Roosevelt ter sido eleito Presidente dos Estados Unidos, nomeou Daniels como Embaixador dos EUA no México, cargo que ocupou de 1933 a 1941. Daniels era um ardoroso supremacista branco e segregacionista. Junto com Charles Brantley Aycock e Furnifold McLendel Simmons, foi um dos principais responsáveis pela Insurreição de Wilmington de 1898.
Como Secretário da Marinha, Daniels cuidou de diretrizes e formalidades na Primeira Guerra Mundial, enquanto seu assistente, Roosevelt, tomou as principais decisões de guerra. Após a Revolução Mexicana, como embaixador no México, Daniels lidou com o governo abertamente antiamericano e com a expropriação de investimentos petrolíferos norte-americanos. Na Carolina do Norte, no início do século XX, foi um importante líder do movimento progressista, apoiando escolas públicas, obras públicas e defendendo mais regulação de trusts e ferrovias. Ele apoiava a Lei Seca e o sufrágio feminino, utilizando seus jornais para reforçar as candidaturas do Partido Democrata.
Daniels acreditava que “a maior tolice e crime” na história dos EUA foi dar direito de voto aos “negros”. Ele e seu jornal “defenderam a causa da supremacia branca em frequentes reportagens, editoriais veementes, cartas provocativas e charges de primeira página, chamando atenção para o que o jornal classificava como os horrores do ‘domínio negro’.“ Daniels argumentava que, enquanto afro-americanos tivessem qualquer poder político, eles obstruiriam reformas progressistas.
Ele exerceu grande influência na aprovação, em 1900, de uma emenda sufragista na legislatura estadual que, na prática, desenfranchizou a maioria dos negros no estado, excluindo-os do sistema político por décadas, até o final do século XX. Eles também foram excluídos de júris e submetidos à segregação racial legalizada.

## Início de vida e carreira
Josephus Daniels nasceu em 1862, filho de um construtor de navios e de sua esposa em Washington, Carolina do Norte, às margens do Pamlico River, no Condado de Beaufort. O estado havia se separado da União em 1861. Antes de o menino completar 3 anos, seu pai foi morto por um atirador de elite confederado, devido às suas conhecidas simpatias pela União, quando tentava deixar a região junto às forças federais que evacuavam Washington, Carolina do Norte, durante a Guerra Civil Americana. O jovem Daniels mudou-se com sua mãe viúva e dois irmãos para Wilson, Carolina do Norte. Foi educado no Wilson Collegiate Institute e no Trinity College (atual Duke University).
Daniels editou e, eventualmente, comprou um jornal local, o Wilson Advance. Em poucos anos, tornou-se coproprietário, ao lado de seu irmão Charles, do Kinston Free Press e do Rocky Mount Reporter. Ele estudou direito na Universidade da Carolina do Norte (hoje Universidade da Carolina do Norte em Chapel Hill) e foi admitido na ordem em 1885, mas não exerceu a advocacia.
Após se envolver cada vez mais com o Partido Democrata da Carolina do Norte e assumir o jornal semanal Daily State Chronicle, Daniels serviu como impressor do estado de 1887 a 1893. Foi nomeado secretário-chefe do Departamento do Interior dos EUA durante o governo de Grover Cleveland, entre 1893 e 1895.

### Casamento e família

Frank A. Daniels II (à direita) com seu irmão Jonathan W. Daniels (à esquerda), filhos de Josephus Daniels, em 1915

Em 1888, Daniels casou-se com Addie Worth Bagley. Ela era neta do ex-governador Jonathan Worth. O casal teve quatro filhos: Josephus, Worth Bagley, Jonathan Worth e Frank A. Daniels II. Jonathan seguiu os passos do pai no serviço público, atuando como assistente especial e, brevemente, Secretário de Imprensa da Casa Branca do presidente Franklin D. Roosevelt na década de 1940.

## The News & Observer
Em 1894, com apoio financeiro do industrial Julian S. Carr, também um supremacista branco, Daniels adquiriu participação majoritária no News & Observer de Raleigh, deixando seu cargo federal. Sob sua liderança, o jornal foi um forte defensor do Partido Democrata, que na época lutava para manter o poder no estado contra a fusão de Republicanos e Populistas.
De acordo com Daniels em sua autobiografia, “O News & Observer era confiável para difundir a mensagem democrata e ser a voz militante da Supremacia Branca, e não falhou no que se esperava.” Daniels publicou inúmeros artigos destinados a alimentar o medo de homens negros como estupradores de mulheres brancas. Bastava uma mulher branca notar a presença de um homem negro em sua vizinhança para o jornal noticiar como um estupro quase ocorrido. Daniels também argumentava que ocupar cargos políticos encorajava homens negros a cometer mais “abusos” contra mulheres brancas. Ele contratou o cartunista Norman E. Jennett para difundir tal mensagem entre os 25% de brancos que eram analfabetos. Daniels admitiu mais tarde que os estupros cometidos por negros contra mulheres brancas eram muito poucos, mas a cobertura do jornal teve o efeito desejado de atrair os populistas para o Partido Democrata. Os jornais eram vendidos a preço de custo para o partido, que os distribuía entre os eleitores brancos. Segundo a historiadora Helen Edmonds, o jornal “liderou uma campanha de preconceito, amargura, difamação, deturpação e exagero para influenciar as emoções dos brancos contra os negros.” O resultado foi o único golpe de Estado bem-sucedido na história dos Estados Unidos: a derrubada de um governo eleito pela força, na Insurreição de Wilmington de 1898. Nas conclusões da Wilmington Race Riot Commission, Daniels é o único nome citado como causa da insurreição.
A campanha pela supremacia branca levou a vitórias democratas em 1898 e 1900. Retomando o controle da legislatura estadual, os democratas aprovaram uma emenda ao sufrágio que impôs obstáculos ao registro de eleitores, o que afetou a maioria dos afro-americanos no estado. A exclusão política permaneceu até o final da década de 1960. Mais tarde, ao comentar seu sucesso, “Daniels admitiu que o jornal ocasionalmente exagerou em seu viés em favor dos democratas, que as matérias não eram totalmente apuradas antes da publicação e provavelmente não poderiam ser ‘mantidas em um tribunal de justiça.’” Ele apoiava diversas causas progressistas, como educação pública e leis contra o trabalho infantil. Como Secretário da Marinha, proibiu o consumo de álcool a bordo de embarcações da Marinha dos EUA.
Daniels jamais pediu desculpas por ter usado o jornal para encorajar a violência supremacista branca em 1898. Em suas memórias, falou positivamente sobre as ações dos Red Shirts e como sua campanha pela supremacia branca havia destruído a “dominação negra”. O News & Observer permaneceu sob controle da família Daniels até 1995, quando foi vendido para a The McClatchy Company. Em 2006, o jornal publicou um editorial pedindo desculpas por seu papel na Insurreição de Wilmington de 1898 e pelo massacre que se seguiu.

## Secretário da Marinha
Daniels apoiou o sulista Woodrow Wilson na eleição presidencial de 1912. Após a vitória de Wilson, foi nomeado Secretário da Marinha.

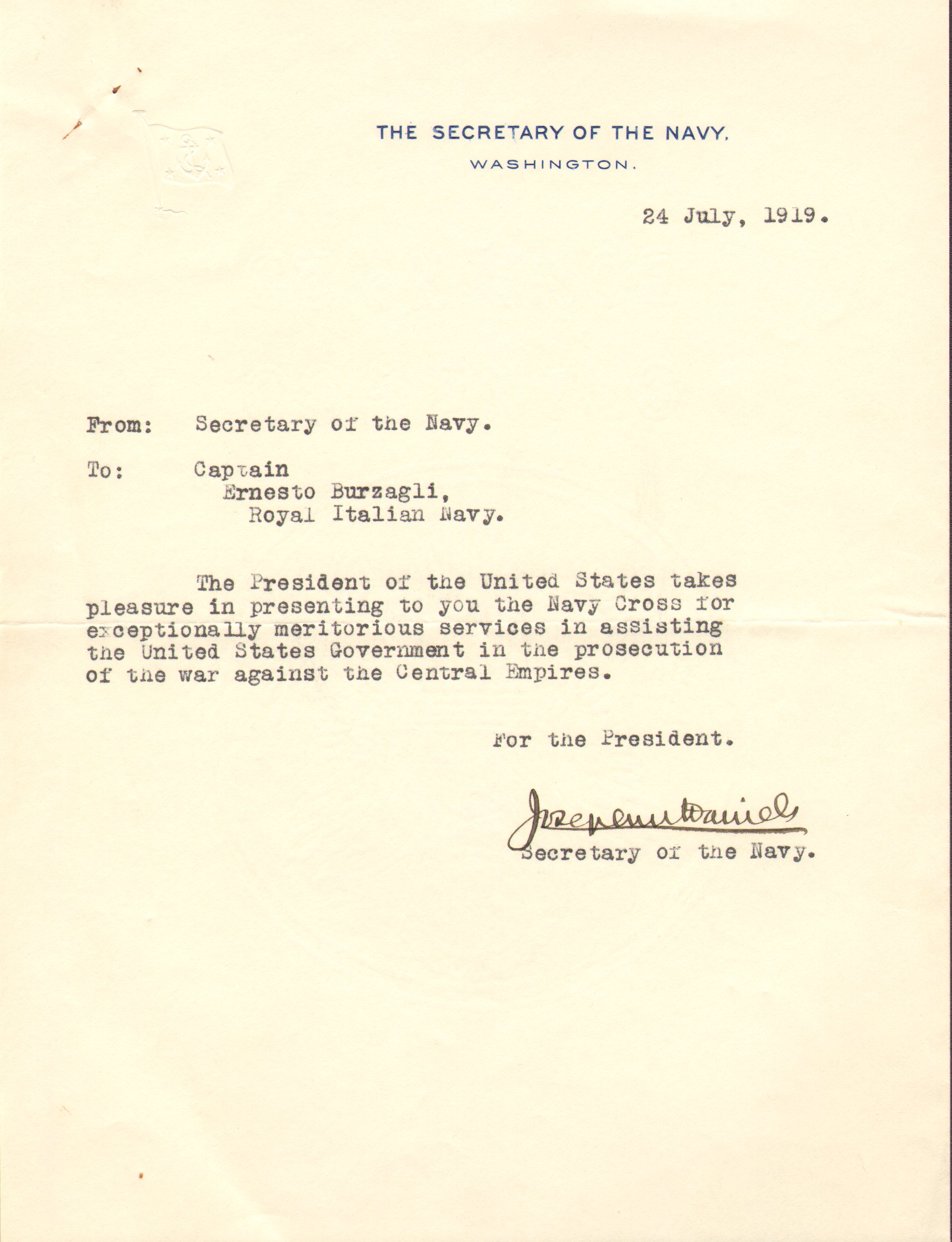
Carta de Daniels confirmando que a Navy Cross foi conferida a Ernesto Burzagli em nome do Presidente dos Estados Unidos em 1919. O Capitão Burzagli era oficial da Marinha Real Italiana.

Daniels exerceu o cargo de 1913 a 1921, durante todo o governo Wilson, supervisionando a Marinha na Primeira Guerra Mundial. Franklin D. Roosevelt, futuro presidente dos EUA, atuou como seu Secretário Assistente da Marinha.

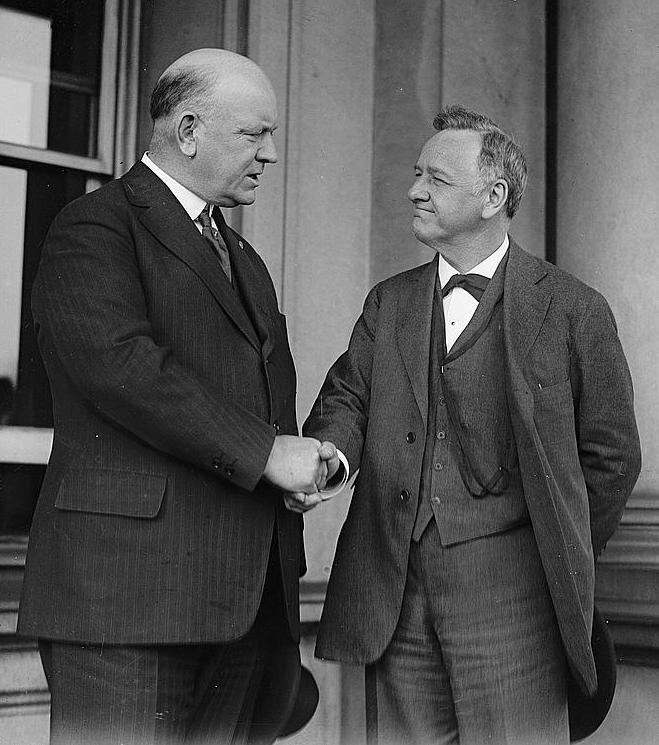
Daniels (à direita) apertando a mão de seu sucessor como Secretário da Marinha, Edwin Denby.

Daniels acreditava na propriedade estatal de fábricas de placas de blindagem, além de sistemas de telefone e telégrafo. Ao final da Primeira Guerra Mundial, fez uma tentativa séria de manter o controle permanente de todos os transmissores de rádio nos Estados Unidos sob jurisdição da Marinha. Caso tivesse obtido êxito, o rádio amador teria sido extinto, e é provável que a radiodifusão tivesse sido substancialmente atrasada.
Sendo abstêmio, Daniels proibiu o álcool a bordo de navios da Marinha dos Estados Unidos por meio da General Order 99 de 1 de junho de 1914. (Após o fim da Lei Seca em 1933, manteve-se a proibição de bebidas alcoólicas a bordo, exceto por acesso limitado a cerveja a marinheiros com 45 dias ou mais de serviço. O acesso limitado a bebidas mais fortes para oficiais em terra, durante licenças oficiais, continuou a critério do comando.)
Em 1917, Daniels determinou que nenhuma prostituição seria permitida num raio de cinco milhas das instalações navais. Em New Orleans, essa diretriz da Primeira Guerra resultou no fechamento de bordéis em Storyville. Isso teve consequências duradouras para os militares e para outras pessoas nas décadas seguintes.

Em 15 de março de 1919, Daniels emitiu a General Order No. 456, proibindo todo tipo de trabalho no domingo, dia consagrado pelos cristãos. Ele ordenou:
A fim de garantir a observância adequada do Dia do Senhor na Marinha dos Estados Unidos e proporcionar aos oficiais e homens descanso e recreação tão essenciais à eficiência, a seguinte ordem será executada: Doravante, todos os oficiais comandantes e outros oficialmente interessados cuidarão para que, a bordo dos navios e nas estações em terra às quais estejam ligados, nenhum trabalho de qualquer caráter é executado, exceto trabalhos de necessidade. Esta ordem será interpretada e abrangendo a prática de tiro ao alvo e exercícios de todos os caracteres, inspeção do navio e da tripulação, inspeção de roupas, emissão de pequenas provisões e todas as outras atividades do navio que violem a letra e o espírito desta ordem. Nenhum navio da Marinha deve começar a navegar no domingo, exceto em caso de emergência ...
Durante a Primeira Guerra Mundial, Daniels criou o Naval Consulting Board para incentivar invenções úteis à Marinha. Ele convidou Thomas Edison para presidir o grupo, pois Daniels temia que os EUA estivessem despreparados para as novas condições de guerra e precisassem de tecnologia avançada. Além disso, Daniels foi o primeiro Secretário da Marinha a patrocinar a aviação naval, criando a primeira estação aérea naval no Estaleiro da Marinha em Pensacola, afirmando que “as aeronaves devem compor grande parte de nossa força naval para operações ofensivas e defensivas”.
O Newport Sex Scandal estourou devido a uma operação secreta da Marinha, supervisionada pelo Secretário Assistente Franklin D. Roosevelt em 1919, que objetivava “limpar” supostas “condições imorais” na Estação Naval de Newport. Essa investigação se estendeu à população civil da cidade, resultando na prisão de 17 marinheiros e de um renomado capelão episcopal sob a acusação de práticas homossexuais, com aplicação de penas de prisão para alguns. Quando as táticas usadas na operação se tornaram conhecidas, o caso ganhou repercussão nacional. O Congresso investigou o assunto e, ao final, tanto Daniels quanto Roosevelt foram censurados por uma comissão congressista, que classificou o comportamento de Roosevelt como “repreensível” e afirmou que as ações “violavam o código do cidadão americano e ignoravam os direitos de todo jovem americano que se alistava na Marinha para lutar por seu país”.
Daniels publicou The Navy and the Nation (1919), em grande parte uma coletânea de discursos de guerra que fez como Secretário da Marinha.

## Últimos anos
Após deixar o governo em 1921, Daniels retomou o cargo de editor do The News & Observer. Ele apoiou fortemente o democrata Franklin D. Roosevelt para presidente em 1932.

### Embaixador no México
O presidente Roosevelt nomeou Daniels como Embaixador dos Estados Unidos no México, função que ele desempenhou de 1933 a 1941. Roosevelt pretendia que Daniels ajudasse a pôr em prática sua “Política da Boa Vizinhança” na América Latina. A nomeação foi inusitada, pois, quando Daniels chefiava a Marinha, supervisionara a invasão do porto de Veracruz durante a tentativa de minar o governo de Victoriano Huerta, o que era visto como imperialismo ianque. A chegada de Daniels à Cidade do México foi marcada por um protesto violento no qual um grupo de mexicanos apedrejou a Embaixada dos EUA.
O propósito de Roosevelt era que Daniels ajudasse a amenizar a cisão causada pela intervenção militar dos EUA no México em meio à sua guerra civil. Daniels fez discursos e adotou políticas que melhoraram as relações EUA–México, elogiando o plano de educação popular universal e, em discurso aos funcionários consulares, aconselhou-os a não se envolverem tanto nos assuntos internos de outras nações. Daniels considerava as reformas do presidente Lázaro Cárdenas semelhantes ao “New Deal” de Roosevelt, sobretudo a expropriação de grandes propriedades rurais, apesar das objeções do Departamento de Estado. O historiador Tore Olsson argumenta que o apoio de Daniels à reforma agrária de Cárdenas “contribuiu significativamente para o sucesso” do programa, exercendo “poder surpreendente sobre o futuro da reforma agrária.” Esse apoio se converteu também em suporte à Farm Security Administration nos Estados Unidos. Daniels, em conjunto com John A. Ferrell, foi fundamental para garantir apoio ao Mexican Agriculture Program da Fundação Rockefeller, que influenciou a posterior Revolução Verde.

#### Anticatolicismo
Católicos norte-americanos criticaram fortemente Daniels por não se opor aos ataques virulentos contra a Igreja Católica no México durante e após a revolução. Daniels era um metodista convicto e trabalhava com católicos nos EUA, mas tinha pouca simpatia pela Igreja no México. Ele acreditava que a Igreja representava a aristocracia latifundiária, que se opunha à sua visão liberal. Em geral, a principal questão era o esforço do governo para fechar escolas católicas;[carece de fontes?] Daniels elogiava essas medidas anticatólicas, assim como os políticos mexicanos que as implementavam. Em um discurso na Embaixada dos EUA, em julho de 1934, Daniels elogiou os esforços anticatólicos liderados pelo ex-presidente Plutarco Elías Calles:
'O general Calles vê, como Jefferson viu, que nenhum povo pode ser livre e ignorante. Portanto, ele e o presidente Rodríguez, o presidente eleito Cárdenas e todos os líderes voltados para o futuro estão colocando a educação pública como o dever primordial do país. Todos reconhecem que o General Calles lançou um desafio que vai à raiz da solução de todos os problemas de amanhã quando disse: "Devemos entrar e tomar posse da mente da infância, da mente da juventude'
No entanto, Daniels também alertou os mexicanos para que não fossem tão duros contra a Igreja.

## Retorno à Carolina do Norte
Em 1941, seu filho Jonathan foi nomeado assistente especial de Roosevelt. Naquele momento, Daniels renunciou ao cargo de embaixador no México e voltou à Carolina do Norte, reassumindo a editoria do The News & Observer e mantendo seu estilo editorial franco.
Daniels publicou diversas obras sobre seus anos no serviço público. Além de The Navy and the Nation, escreveu Our Navy at War (1922), The Life of Woodrow Wilson (1924) e The Wilson Era (1944).
Daniels e seu filho Jonathan foram passageiros do trem funerário de Franklin Roosevelt, partindo de Raleigh até o sepultamento de Roosevelt em sua casa, Springwood, em Hyde Park, Nova Iorque. Pai e filho retornaram de trem para Washington, D.C. acompanhados da viúva Eleanor Roosevelt e do novo presidente, Harry S. Truman.
Ao longo de sua vida, Daniels dirigiu diversos jornais, culminando no News & Observer, que ainda está em operação. Serviu na administração pública com firme crença em melhorar as condições de trabalho e de vida para a classe trabalhadora. A história da vida de Daniels espelha de perto a história da própria Carolina do Norte nesse período: do desastre da Guerra Civil à ascensão nacional. Foi um exemplo tanto das forças quanto das fraquezas que caracterizaram o progresso de seu estado. Em 1941, aposentou-se em Raleigh por causa da saúde frágil de sua esposa; ela faleceu em 1943.
Após concluir uma autobiografia em cinco volumes, na qual expressou arrependimento pelo tom feroz (mas não pela justiça do objetivo) da campanha supremacista branca do final do século XIX, Daniels morreu em Raleigh, em 15 de janeiro de 1948, aos 85 anos. Está sepultado no Cemitério Histórico de Oakwood na mesma cidade. Daniels dividiu suas ações do News & Observer entre todos os filhos, e Jonathan tornou-se o editor. A família manteve o controle até vender o jornal em 1995.
Josephus Daniels tinha um primo, 11 anos mais novo, John T. Daniels, membro da Guarda Costeira lotado na Estação de Salvamento Kill Devil em 1903, que tirou a famosa foto dos Irmãos Wright no primeiro voo de avião tripulado bem-sucedido da história, com Orville pilotando o Wright Flyer.

## Legado e honrarias
- Segundo o historiador John Milton Cooper:[33]

Josephus Daniels sintetizou, muitas vezes simultaneamente, muito do melhor e do pior do Sul pós-Guerra Civil. A simpatia ao longo da vida pelos pobres e desprivilegiados o levou a defender as causas da educação pública, do trabalho organizado, dos direitos das mulheres, da liberdade de imprensa, da liberdade religiosa e do governo democrático ... No entanto, ao mesmo tempo, ele compartilhava totalmente, até mesmo capitalizava, os preconceitos de seus companheiros brancos do sul ... Apesar dos frequentes confrontos com os conservadores do partido, Daniels nunca vacilou em sua lealdade democrata do sul e, embora sua negrofobia inicial tenha amadurecido decididamente nos anos posteriores, ele se recusou a questionar a supremacia branca ... Daniels rompeu com [William Jennings] Bryan na década de 1920 por causa da cruzada antievolução e da Ku Klux Klan. Da mesma forma, apesar de um apego comum à paz, os dois homens se separaram durante a Primeira Guerra Mundial. Na personalidade e como figura pública, Daniels combinou dois conjuntos de qualidades contrastantes: amabilidade gentil e controvérsia combativa; simplicidade não afetada de caráter e perspectiva e gestão astuta e habilidosa de homens e negócios ... No geral, suas contribuições para o Sul caíram fortemente do lado do humanitarismo e do progresso, e tanto seu jornal quanto seus filhos continuaram o exemplo de Daniels de jornalismo esclarecido e responsável e serviço público
- Em 1956, a nova Daniels Middle School, em Raleigh, foi batizada em sua homenagem. Em 16 de junho de 2020, o Conselho de Educação do Condado de Wake votou por unanimidade para retirar o nome da escola e renomeá-la como Oberlin Middle School. O prédio Daniels Hall, no campus principal da Universidade Estadual da Carolina do Norte, também recebeu seu nome.[34] Em 22 de junho de 2020, o Conselho de Curadores da NC State votou para renomear o Daniels Hall. O chanceler Randy Woodson afirmou: “Josephus Daniels tinha fortes laços com a supremacia branca e desempenhou um papel de liderança na Insurreição de Wilmington de 1898. O nome do edifício era um lembrete constante de uma parte vergonhosa da história do nosso estado.”[35] Até que futuras reformas sejam concluídas, o prédio foi temporariamente chamado de “Beat Navy Hall” em referência às fortes parcerias com o Exército dos EUA e com os departamentos acadêmicos ali instalados. Alunos e professores frequentemente se referem ao local apenas pelo endereço — 111 Lampe — ou simplesmente Lampe, em referência à rua onde se localiza.
- USS Josephus Daniels
- A casa onde vivia, Wakestone, foi declarada National Historic Landmark. Posteriormente, foi usada como Templo Maçônico antes de sua demolição em agosto de 2021.[36]

Uma estátua de Daniels ficava em Nash Square, em Raleigh, mas foi removida em 16 de junho de 2020, após o assassinato de George Floyd e a onda de protestos subsequente. Membros da família Daniels concordaram com a remoção.

## Na ficção
Na série de história alternativa "Southern Victory" de Harry Turtledove, Daniels foi Secretário da Marinha dos EUA durante o equivalente da Primeira Guerra Mundial nessa linha do tempo, e a Marinha batizou um contratorpedeiro em sua homenagem durante a versão do autor para a Segunda Guerra Mundial.

## Obras selecionadas
- 1919 — The Navy and the Nation. New York: George H. Doran Company.  OCLC 1450710
- 1922 — Our Navy at War. Washington, D.C.: Pictorial Bureau.  OCLC 1523367
- 1924 — The Life of Woodrow Wilson, 1856–1924. Philadelphia: Universal Book and Bible House. OCLC 4894794. reprint por Kessinger Publishing, 2004. ISBN 978-0-7661-8631-6; OCLC 81967751
- 1939 — Tar Heel Editor. Chapel Hill: University of North Carolina Press. OCLC 335116
- 1941 — Editor in Politics. Chapel Hill: University of North Carolina Press. OCLC 339245
- 1944 — The Wilson Era: Years of Peace, 1910–1917. Chapel Hill: University of North Carolina Press.  OCLC 750810 (1944 ed.); OCLC 63786963 (1946 edition)
- 1946 -- The Wilson Era: Years of War and After, 1917–1923, Volume 4. Chapel Hill: University of North Carolina Press.
- 1947 — Shirt-sleeve Diplomat. Chapel Hill: University of North Carolina Press. OCLC 422237